# Манаєнков Юрій Олексійович
Юрій Олексійович Манаєнков (2 серпня 1936, село Новопокровка, тепер Сосновського району Тамбовської області, Росія — 28 серпня 2021, Москва) — радянський державний діяч, секретар ЦК КПРС, 1-й секретар Липецького обласного комітету КПРС. Член ЦК КПРС у 1986—1991 роках. Член Російського бюро ЦК КПРС з грудня 1989 по червень 1990 року. Член ЦК Комуністичної партії Російської Федерації у 1990—1991 роках. Депутат Верховної Ради СРСР 11-го скликання. Народний депутат СРСР у 1989—1991 роках. Народний депутат Російської РФСР у 1990—1993 роках.

## Життєпис
Народився в селянській родині, батько загинув на фронтах Другої світової війни.
У 1955—1958 роках — скотар-пастух, тесляр в колгоспі Тамбовської області.
У 1958—1962 роках — літературний співробітник, завідувач відділу, відповідальний секретар, заступник редактора газети «За урожай» Ламського району Тамбовської області.
Член КПРС з 1960 року.
У 1962—1963 роках — інструктор Ламського районного комітету КПРС Тамбовської області.
У 1963—1964 роках — заступник редактора газети «Ленинская правда» Сосновського району Тамбовської області.
У 1964 році закінчив Мічурінський плодоовочевий інститут імені Мічуріна.
У 1964—1965 роках — старший агроном Староюр'ївського виробничого колгоспно-радгоспного управління; секретар парткому радгоспу «Новоюр'ївський» Тамбовської області.
У 1965—1968 роках — редактора газети «Звезда» Староюр'ївського району Тамбовської області. Член Спілки журналістів СРСР.
У 1968—1970 роках — секретар, 2-й секретар Ржаксинського районного комітету КПРС Тамбовської області.
У 1970—1973 роках — 1-й секретар Уметського районного комітету КПРС Тамбовської області.
У 1973—1975 роках — завідувач відділу організаційно-партійної роботи Тамбовського обласного комітету КПРС.
У 1974 році закінчив заочну Вищу партійну школу при ЦК КПРС.
У 1975—1983 роках — секретар Тамбовського обласного комітету КПРС.
У 1981—1982 роках перебував у відрядженні — на посаді радника ЦК Народно-демократичної партії Афганістану.
У 1983 — січні 1984 року — 2-й секретар Тамбовського обласного комітету КПРС.
14 січня 1984 — 23 вересня 1989 року — 1-й секретар Липецького обласного комітету КПРС.
20 вересня 1989 — 23 серпня 1991 року — секретар ЦК КПРС.
Одночасно в липні — грудні 1990 року — завідувач відділу партійного будівництва і кадрової роботи ЦК КПРС. У грудні 1990 — 23 серпня 1991 року — завідувач організаційного відділу ЦК КПРС.
У 1990—1993 роках — народний депутат РРФСР, член комісії Ради національностей Верховної ради РРФСР з питань соціального і економічного розвитку республік у складі РФ, автономних областей, округів і нечисленних народів. Член фракції «Вітчизна».
З 1991 року — персональний пенсіонер у місті Москві. Очолював Липецьке земляцтво.

## Нагороди і звання
- орден Леніна (1.08.1986)
- два ордени Трудового Червоного Прапора (11.12.1973, 20.07.1982)
- орден «Знак Пошани» (8.04.1971)
- медалі